# José Tirado
José Tirado Castilla (Sevilla, 4 de noviembre de 1965) es un exfutbolista español que se desempeñaba como defensa.

## Clubes
| Club                       | País   | Año       |
| -------------------------- | ------ | --------- |
| Sevilla F. C.              | España | 1984-1987 |
| R. C. Recreativo de Huelva | España | 1987-1988 |
| Sevilla F. C.              | España | 1988-1990 |
| C. F. Extremadura          | España | 1994-1998 |